# Typocerus sinuatus
Typocerus sinuatus är en skalbaggsart som först beskrevs av Newman 1841.  Typocerus sinuatus ingår i släktet Typocerus och familjen långhorningar. Inga underarter finns listade i Catalogue of Life.